# Antifašistička skupština narodnog oslobođenja Srbije
Velika antifašistička narodnooslobodilačka skupština Srbije ili Antifašistička skupština narodnog oslobođenja Srbije (ASNOS) održana je od 9. do 12. studenog 1944. godine u Beogradu, na inicijativu Glavnog narodnooslobodilačkog odbora Srbije. Pored 883 delegata zasjedanju su prisustvovali maršal Tito, dr. Ivan Ribar u ime AVNOJ-a, general Arso Jovanović u ime Vrhovnog štaba NOVJ-a, Milovan Đilas u ime CK KPJ, Edvard Kardelj u ime Slovenskog narodnooslobodilačkog savjeta i naroda Slovenije, Andrija Hebrang u ime ZAVNOH-a, Mitar Bakić kao predstavnik crnogorskog naroda, Dimitar Vlahov kao predstavnik makedonskog naroda, Jovan Veselinov u ime vojvođanske delegacije, dr. Rade Pribićević u ime Srba iz Hrvatske i Koča Popović u ime Glavnog štaba NOV i PO Srbije.
Delegati na Velikoj antifašističkoj narodno-oslobodilačkoj skupštini Srbije predstavljali su grad Beograd te kragujevački, kraljevački, požarevački, mladenovački, pirotski, šabački, leskovački, niški, čačanski, kruševački, vranjski, moravski, toplički, valjevski, timočki i užički okrug. Izvještaje su podnijeli dr. Blagoje Nešković (o radu Glavnog narodnooslobodilačkog odbora Srbije i radu predstavnika Glavnog NOO Srbije na drugom zasjedanju AVNOJ-a), Aleksandar Ranković (o političkom položaju Srbije i zadacima ASNOS-a), Petar Stambolić (o izgradnji i zadacima narodnooslobodilačke vlasti u Srbiji) i Sreten Žujović (o gospodarstvu i gospodarskim zadacima Srbije).
Usvojen je prijedlog o konstituiranju Antifašističke skupštine narodnog oslobođenja Srbije kao vrhovnog zakonodavnog i izvršnog organa državne vlasti Srbije. Izabrano je Predsjedništvo ASNOS-a: dr. Siniša Stanković za predsjednika, Aleksandar Ranković, S. Simić i R. Grujić za potpredsjednike, Petar Stambolić i dr. Milorad Vlajković za sekretare, a za članove Spasenija Babović, Milan Belovuković, Milan Bošković, Stanislav Bošković, dr. Vojislav Dulić, Života Đermanović, Mihailo Đurović, Sreten Žujović, Vlada Zečević, Živko Jovanović, Radivoje Jovanović, Svetozar Krstić, Milovan Krdžić, Moma Marković, Dobrica Matković, Milosav Milosavljević, Mitra Mitrović, Petar Mudrinić, Blagoje Nešković, Živojin Nikolić, Slobodan Penezić, Milivoje Perović, Moša Pijade, Koča Popović, Milentije Popović, Vladislav Ribnikar, Pavle Savić, Milan Smiljanić, Mita Stanisavljević, Luka Stojanović, Mijalko Todorović, Radomir Todorović, Životije Cvetković i Mihajlo Švabić.
Velika antifašistička narodno-oslobodilačka skupština Srbije donijela je Odluku o odobrenju rada Glavnog narodnooslobodilačkog odbora Srbije, kao i o radu njegovih predstavnika na drugom zasjedanju AVNOJ-a. Odluka o konstituiranju ASNOS-a u vrhovni zakonodavni i izvršni organ državne vlasti Srbije imala je ustavotvorni karakter. Skupština je odlučila da se Glavni NO odbor Srbije proširi i rekonstruira u ASNOS, koji predstavlja vrhovni organ državne vlasti demokratske federativne Srbije. Time je bio uspostavljen kontinuitet između najvišeg organa vlasti ustaničke Srbije, osnovanog u studenome 1941. godine i ASNOS-a, stvorenog tri godine kasnije u gotovo oslobođenoj Srbiji.
Velika antifašistička narodno-oslobodilačka skupština Srbije izabrala je Prvu antifašističku skupštinu narodnog oslobođenja Srbije i donijela odluke o osnutku Suda za suđenje zločina i prestupa protiv srpske nacionalne časti, o osnutku Zemaljske komisije za ispitivanje zločina okupatora i njegovih pomagača i o osnutku Privredne banke Srbije.
Izabrano Predsjedništvo ASNOS-a donijelo je 1. prosinca 1944. godine Odluku o ustrojstvu i poslovanju NO odbora i NO skupština Srbije.